# تس (زاوخان)
تس (به لاتین: Tes) یک منطقهٔ مسکونی در مغولستان است که در استان زوخان واقع شده‌است.